# Abborragölen (Åseda socken, Småland)
Abborragölen är en sjö i Uppvidinge kommun i Småland och ingår i Alsteråns huvudavrinningsområde.